# 大沢村 (北海道)
大沢村（おおさわむら）は、かつて北海道松前郡に存在した村である。

## 沿革
- 1923年（大正12年）4月1日 - 北海道二級町村制施行により松前郡大沢村、上及部村、荒谷村、炭焼沢村が合併し、大沢村が発足。
- 1954年（昭和29年）7月1日 - 松前郡松前町、大島村、小島村と合併し、松前町を新設し消滅。